# Anthonomus

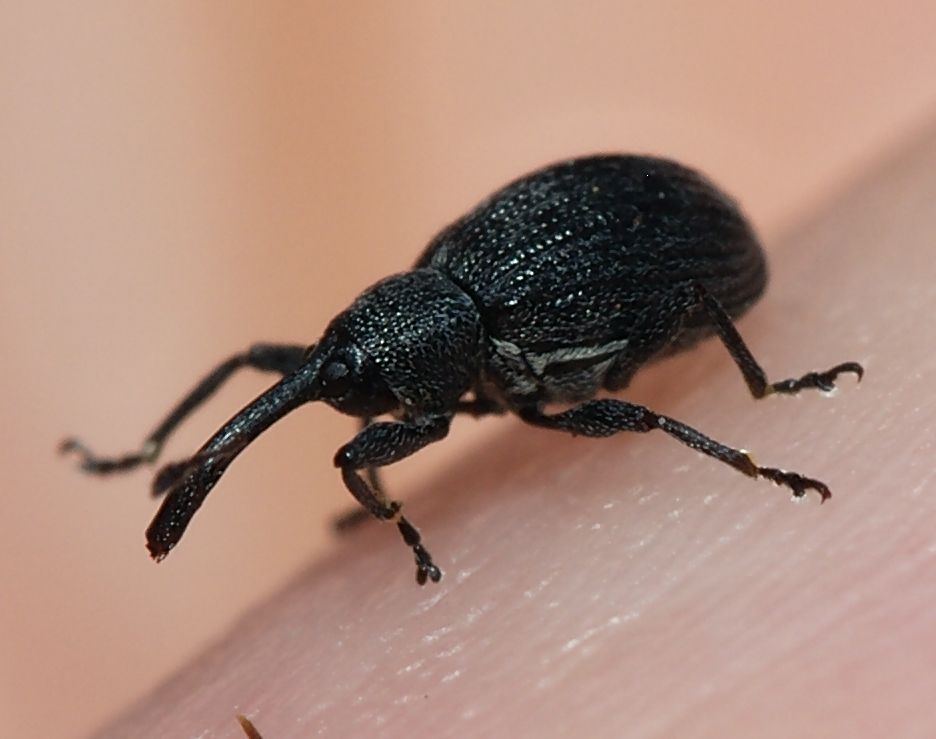
A. rubi from Germany

Anthonomus là một chi bọ cánh cứng. Chi này bao gồm các loài gây hại cho nông nghiệp như boll weevil, strawberry blossom weevil, và pepper weevil cũng như bao gồm các loài thiên địch như A. santacruzi.

## Các loài
Chi này bao gồm các loài:
- Anthonomus consors – Cherry Curculio
- Anthonomus corvulus LeConte 1876
- Anthonomus elutus
- Anthonomus elongatus
- Anthonomus eugenii – Pepper weevil
- Anthonomus grandis – Boll weevil
- Anthonomus haematopus Boheman, 1843
- Anthonomus lecontei Burke, 1975
- Anthonomus molochinus Dietz, 1891
- Anthonomus morticinus Clark
- Anthonomus musculus Say, 1831
- Anthonomus nigrinus potato bud weevil
- Anthonomus phyllocola
- Anthonomus pictus Blatchley, 1922
- Anthonomus pomorum – Apple Blossom Weevil
- Anthonomus quadrigibbus – Apple Curculio
- Anthonomus rectirostris
- Anthonomus rubi Strawberry blossom weevil
- Anthonomus santacruzi Hustache
- Anthonomus signatus Say (Strawberry bud weevil)
- Anthonomus subfasciatus
- Anthonomus tenebrosus

## Hình ảnh

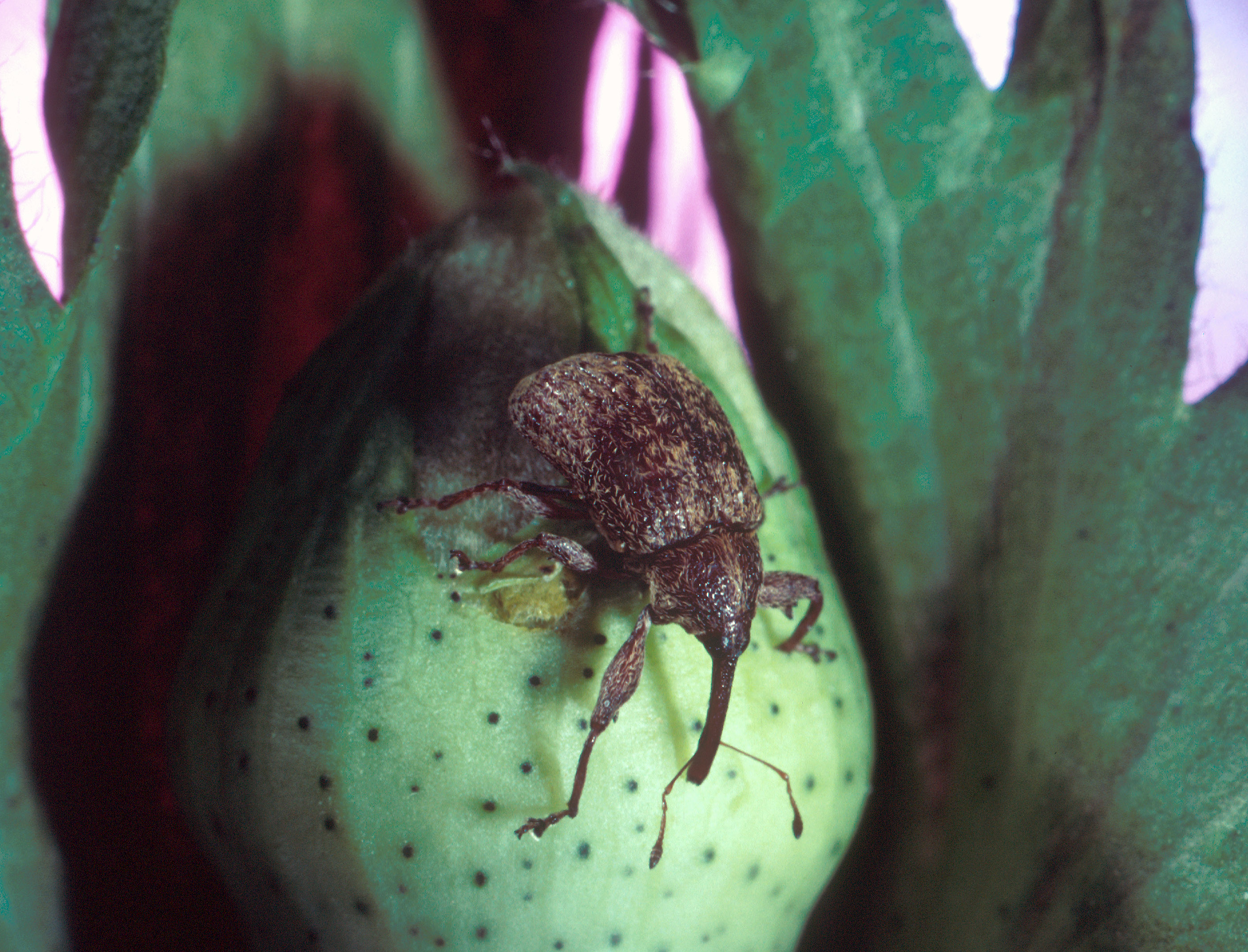
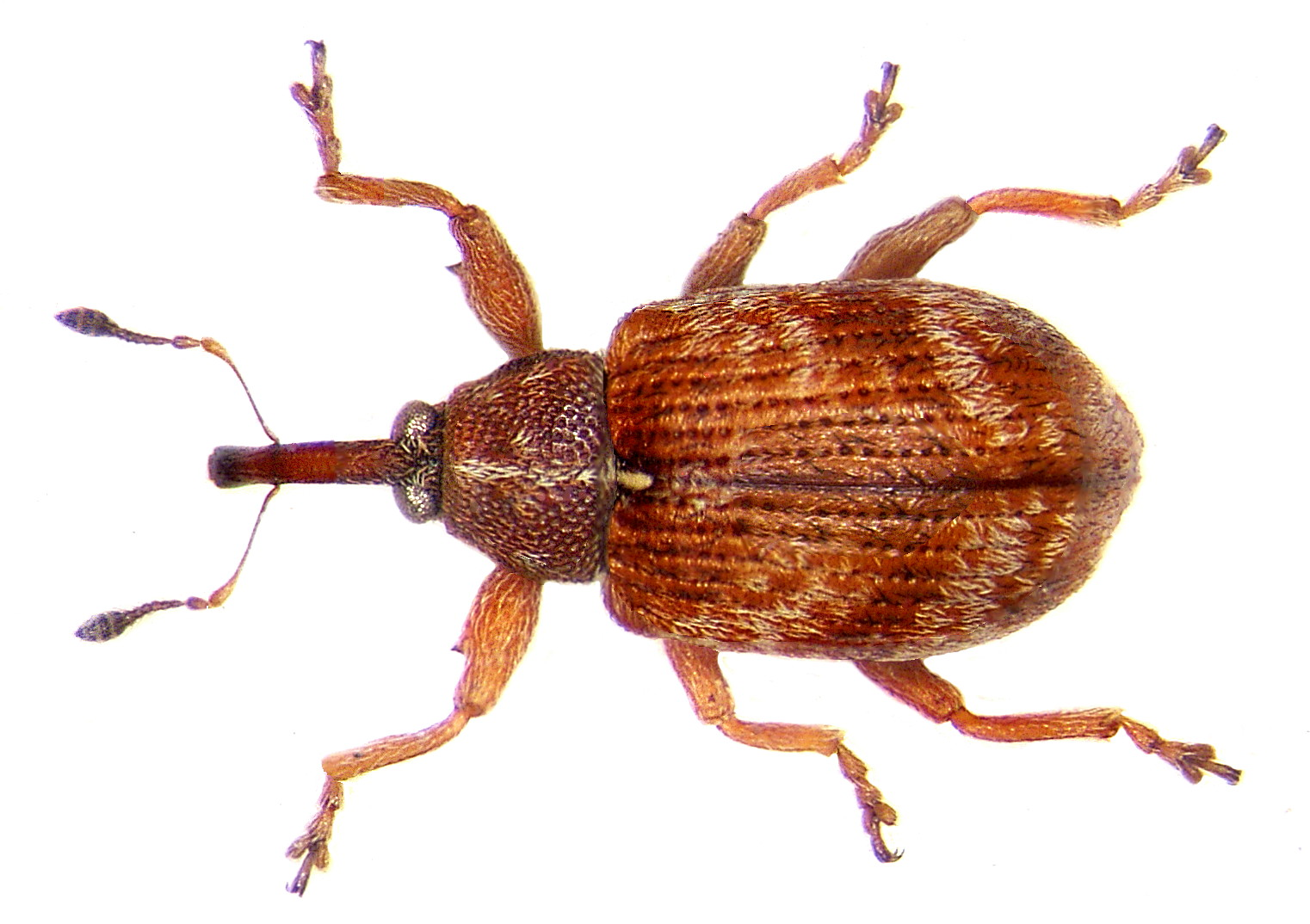
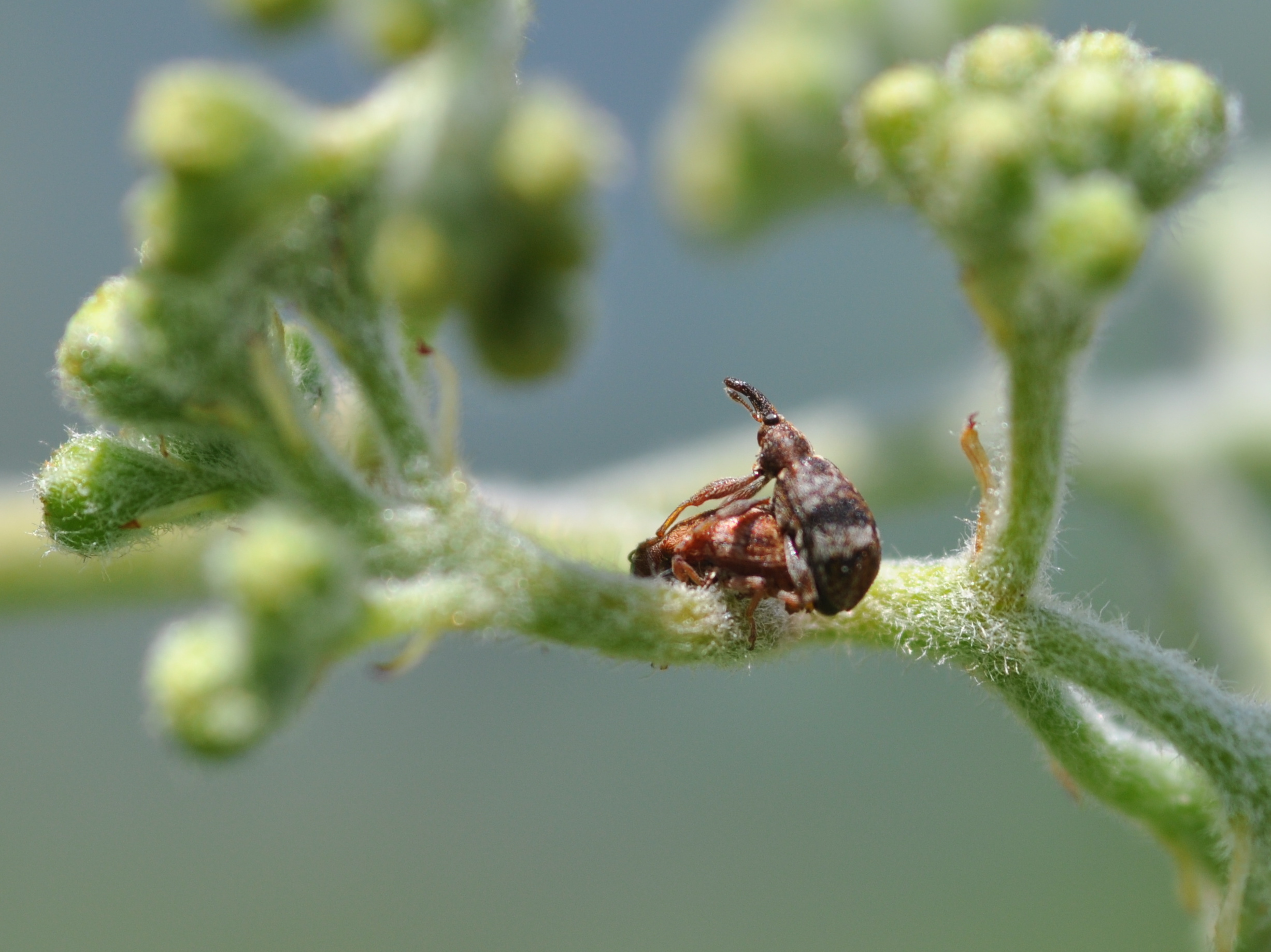
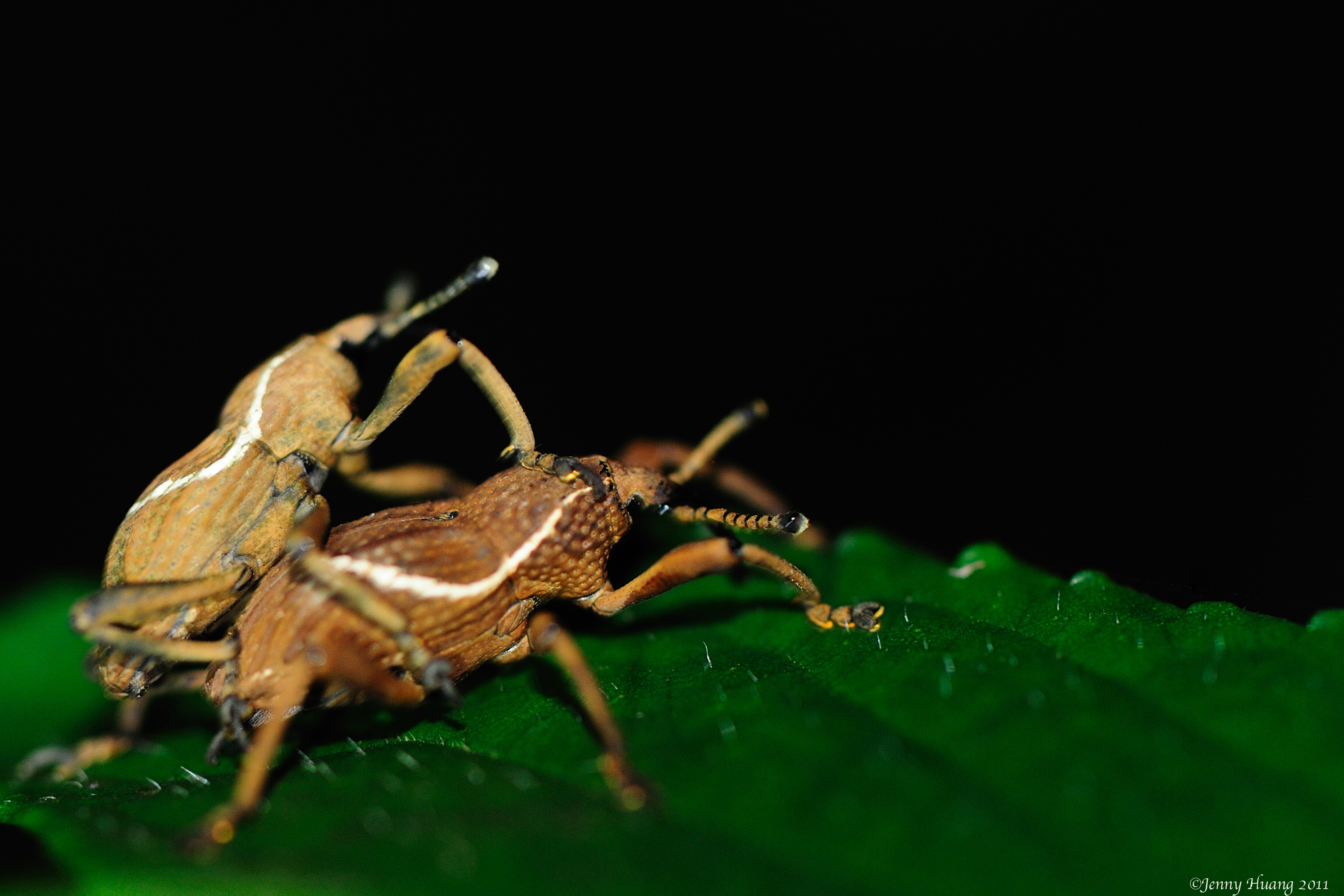